# Bopyrissa diogeni
Bopyrissa diogeni là một loài chân đều trong họ Bopyridae. Loài này được Popov miêu tả khoa học năm 1929.